# Stefan Konstantyn
Stefan Konstantyn (ur. 1282/1294, zm. 1322/1323) – król Serbii w latach 1321–1322 w opozycji do Stefana Urosza III Deczańskiego i Władysława Dragutinowicza; od 1303 do 1306 żupan Nevesinje; od 1314 de facto książę Zety (po nieudanej rewolcie Stefana Urosza III). Przez część historyków nie jest uznawany za pełnoprawnego króla.
Był jedynym ślubnym synem Stefan Urosza II Milutina z jego małżeństwa z Anną, córką Jerzego I Tertera. Po nagłej śmierci ojca 29 października 1321 wybuchła walka o objęcie tronu, jako że nie wyznaczył on swego następcy (jednak wydzielenie legalnemu synowi Zety sugeruje, że to on miał być kolejnym królem). Stefana Konstantyna popierało stronnictwo bułgarskie, Władysława (syna obalonego w 1282 Stefana Dragutina) – Węgrzy, natomiast nieślubny syn władcy, Stefan Urosz III, cieszył się wsparciem Bizancjum. Stefan Konstantyn utrzymał władzę w Zecie i zaczął wybijać własną monetę. 
Nie uznał koronacji przyrodniego brata z 6 stycznia 1322 roku i prawdopodobnie wystąpił przeciw niemu zbrojnie. Ten najechał na niego i pokonał go, zabijając. Istnieją też półlegendarne przekazy (w tym Mauro Orbiniego), że zginął w okrutny sposób, poprzez ukrzyżowanie i przecięcie na pół lub przybicie do drzewa. Po nim o tron walczył wciąż Władysław, jednak po klęsce z 1323 roku wycofał się na Węgry, gdzie zmarł po 1326.